# Geschlechtsecken
Die Geschlechtsecken (Perinealdrüsen, Glandulae perineales, oder Inguinaldrüsen, Glandulae inguinales) befinden sich bei Kaninchen beiderlei Geschlechts beidseits des Afters/der Geschlechtsöffnung. In diesen Geschlechtsecken befinden sich Drüsen, die ein stark riechendes Sekret absondern, das den Kaninchen signalisiert, dass sie es mit einem Artgenossen zu tun haben.
Meistens wird Kaninchenhaltern empfohlen, diese bei älteren oder schwachen Tieren regelmäßig zu kontrollieren und gegebenenfalls zu reinigen.